# Епизод от Великата Отечествена...
„Епизод от Великата Отечествена...“ е български телевизионен игрален филм (късометражен, новела, военна драма) от 1978 година на режисьора Атанас Воденичаров, по сценарий на Иван Милев. Оператор е Васил Младенов. Музикално оформление Петър Лъджев.
Филмът е реализирна по разказа „Неудошевеният враг“ на Андрей Платонов.

## Актьорски състав
| Роля     | Изпълнител       |
| -------- | ---------------- |
| руснакът | Владимир Смирнов |
| немецът  | Петър Дончев     |